# Phaenocarpa cracentis
Phaenocarpa cracentis är en stekelart som beskrevs av Bhat 1979. Phaenocarpa cracentis ingår i släktet Phaenocarpa och familjen bracksteklar. Inga underarter finns listade i Catalogue of Life.